# Éditions Fanlac
Cet article concerne une maison d'édition. Pour la commune de la Dordogne, voir Fanlac.
Les Éditions Fanlac, anciennement Pierre Fanlac éditeur, sont une maison d'édition française fondée par Pierre Fanlac à Périgueux en 1943.

## Historique
La maison Pierre Fanlac éditeur est fondée en 1943 par Pierre Fanlac (1918-1991). À la Libération, elle devient l'éditeur du poète René-Guy Cadou et lance un journal conçu durant l'occupation, L'Essor, hebdomadaire satirique auquel participent Jean-Paul Lacroix et Gabriel Macé. Le journal, imprimé d'abord à Limoges puis à Paris, atteint en 1947 un tirage de près de 120 000 exemplaires. C'est à cette époque que Pierre Fanlac transfère sa maison d'édition à Paris. Quelques années plus tard, à la suite de difficultés comptables qui font que la maison se retrouve avec 400 000 francs de dettes, l'éditeur retourne à Périgueux, au 12 rue du Professeur Peyrot. La maison d'édition s'agrandit avec des locaux supplémentaires à Coulounieix-Chamiers, route de Bergerac.
Dès 1947, elle utilise sa propre imprimerie, ce qui donne une marque de fabrique aux livres publiés. Confrontée, dans les années 1980 au passage du plomb à la photocomposition, puis aux procédés numériques, la maison d’édition se sépare de son imprimerie en 1984.

### Auteurs publiés
Les Éditions Fanlac ont notamment publié des ouvrages sur le Périgord, la poésie et la littérature.
- Guy Penaud
- Alain Roussot
- Jean Secret
- Les premiers livres de Marie-Bernadette Dupuy-
- Jean Bourdelle : LIMOGES (1870-1919) La mémoire ouvrière, 1984